# Heinkel He 177
L'Heinkel He 177 "Greif" (Grifone in tedesco) era un bombardiere pesante in forza alla Luftwaffe durante la seconda guerra mondiale. Il Greif è stato l'unico bombardiere pesante costruito in quantità apprezzabili dalla Germania. I motori montati in coppia erano difficili da raffreddare, e questo ridusse l'affidabilità della macchina per lungo tempo. La vera soluzione venne trovata nell'He 277, con 4 gondole motori separate, nonché nell'He 274, per bombardamenti stratosferici; come spesso accadde però era ormai troppo tardi per modificare l'esito della guerra.

## Storia del progetto
La nascita dell'He 177 è l'ultima eredità del periodo trascorso da Walther Wever a capo dell'arma aerea tedesca. Convinto sostenitore della tecnica del bombardamento strategico Wever aveva caldeggiato lo sviluppo di modelli quadrimotori paragonabili ai pari classe inglesi del Bomber Command, che lui riteneva essenziali per colpire al cuore la capacità industriale nemica durante una guerra moderna. Il suo progetto per il cosiddetto bombardiere "Ural" (che doveva essere capace di raggiungere l'omonima catena montuosa russa partendo dalla Germania) portò allo sviluppo dei prototipi Dornier Do 19 e Junkers Ju 89.
La genesi dell'Heinkel 177 è invece dovuta alla specifica emessa dal RLM nel 1936, già dopo la morte di Wever, perito in un incidente aereo, con la quale si richiedeva di realizzare un velivolo che venne designato Bombardiere A.
Al nuovo bombardiere veniva richiesta una velocità massima di 539 km/h e un raggio d'azione che avrebbe dovuto essere di 5.000 km. Doveva poter colpire obiettivi posti a 1.800 km di distanza con un carico bellico di 1.000 kg o a 1.600 km con un 2.000 kg di bombe.
Il velivolo doveva inoltre poter condurre attacchi in picchiata con un angolo di 40 - 50 gradi: se la sola velocità massima richiesta era già superiore a quella di molti caccia dell'epoca la possibilità di far picchiare un velivolo di queste dimensioni richiedeva una struttura eccezionalmente forte. La necessità di far compiere al futuro bombardiere tali evoluzioni derivava in parte dalla scarsa precisione nel bombardamento orizzontale del mirino Götz Vizier allora in uso nella Luftwaffe; con un attacco in picchiata le probabilità di condurre un attacco di precisione salivano enormemente e pertanto erano necessarie meno sortite per ottenere un risultato definitivo.
Alla gara presero parte le ditte Blohm und Voss, Messerschmitt, Junkers, Henschel e Heinkel. Questa ultima propose il suo progetto P.1041 che alla fine risultò vincitore.
Il velivolo progettato dal Dipl-Ing Heinrich Hertel della Heinkel era caratterizzato da forme estremamente aerodinamiche e dall'adozione dei motori DB 606, ognuno costituito da una coppia di DB 601, che davano al velivolo l'aspetto esterno di un bimotore. L'adozione di questa particolare configurazione era dovuta alla volontà di contenere il più possibile il peso. Inoltre per migliorare la maneggevolezza nelle picchiate si montarono le gondole dei motori il più vicino possibile alla fusoliera. La velocità ipotizzata per il velivolo fece sì che come armamento difensivo si decidesse di utilizzare solo tre torrette a controllo remoto più una postazione caudale ad azionamento manuale. Due delle torrette sarebbero state posizionate nella gondola ventrale mentre la terza doveva essere posta sopra la fusoliera dietro alla cabina dell'abitacolo. I lavori di sviluppo cominciarono all'inizio del 1937.
In seguito la Luftwaffe modificò in parte la sua richiesta per quanto riguardava l'angolo massimo di picchiata che venne portato a 60 gradi. Fu quindi necessario procedere ad aumentare la resistenza della struttura con un conseguente aumento di peso. Anche le torrette a controllo remoto, il cui sviluppo era comunque piuttosto avanzato, non furono giudicate operative dall'aviazione che richiese di sostituirle con postazioni più convenzionali, con conseguente aumento di peso della struttura. Un altro problema originò dal carrello principale di atterraggio. Inizialmente si era pensato di utilizzare una sola gamba dotata di una ruota singola che si ritraeva verso la fusoliera. Con il procedere dello sviluppo si rese però necessario creare una struttura più solida. Lo spessore dell'ala non permetteva di montare una seconda ruota per cui si realizzò un carrello dalla configurazione originale. Venne aggiunta una gamba e una ruota, che si ritraevano verso l'esterno dell'ala, ad ogni elemento. Questa soluzione però non fece che aumentare la complessità e, nuovamente, il peso totale del velivolo. Inoltre ogni aumento del peso contribuiva a far diminuire le prestazioni dell'aereo. In particolar modo a risentire di questo aumento era il raggio di azione dell'aereo. Si rese quindi necessario aumentare la quantità di carburante che il velivolo poteva imbarcare. Ciò non faceva altro che far aumentare di nuovo il peso dell'aereo e riproporre il problema. Nel luglio del 1937 era pronto un modello a grandezza naturale del velivolo che fu ispezionato dalle autorità. A seguito di questa visita fu richiesto di modificare la disposizione degli strumenti dell'abitacolo.
Nonostante questi problemi però la Luftwaffe aveva ancora fiducia nel velivolo e nel novembre del 1938 ordinò la costruzione di sei prototipi. Il primo prototipo costruito, He 177 V1, effettuò il suo primo volo nel novembre del 1939. A pilotarlo era il Dipl-Ing Francke. Il peso dell'aereo era ora salito a 23.918 kg. Il volo fu di breve durata e dopo soli 12 minuti, a causa di un surriscaldamento dei motori, il velivolo era di nuovo a terra. Nel breve volo, che era avvenuto con il carrello in posizione abbassata, emersero una scarsa efficienza delle superfici di coda e fenomeni di flutter agli alettoni. Per rimediare a questi problemi venne realizzata una nuova coda dalle superfici più ampie del 20 per cento. Con la prosecuzione delle prove si evidenziò una velocità massima, 460 km/h, inferiore alle attese. Anche il raggio d'azione massimo era di soli 4.989 km.

il prototipo del Heinkel He 177 V-5 ripreso in volo durante i test.

Il secondo prototipo, che manteneva le superfici di coda originali, volò nel febbraio del 1940. Durante un volo si manifestarono gravi problemi di flutter che provocarono la perdita del velivolo e la morte del pilota. Come conseguenza di questo incidente sui prototipi successivi venne adottata la versione ingrandita dei piani di coda.
Dei sei prototipi ordinati, poi portati ad otto, altri due andarono perduti: il V4 e il V5. Il V4 precipitò sul Baltico a causa di un malfunzionamento del sistema di controllo del passo delle eliche mentre il V5, il primo velivolo utilizzato per le prove dell'armamento, precipitò al suolo durante una simulazione di attacco a bassa quota per l'incendio dei motori. Su questo velivolo, nel tentativo di contenere la crescita di peso erano state montate mitragliatrici MG 17 da 7,92 mm al posto delle previste MG 131 da 13 mm. Inoltre il succedersi di questi incidenti non contribuì a rendere popolare il velivolo presso gli equipaggi. Il prototipo V6 volò nel dicembre del 1940 mentre sul V7, ex He 177 A-0, fu sperimentata una diversa configurazione di armamento oltre ad essere utilizzato per verifiche ai controlli e al sistema automatico di volo. L'ultimo prototipo, He 177 V8 ottenuto anch'esso dalla trasformazione del secondo esemplare della versione A-0, volò nel febbraio del 1941 e venne utilizzato per prove ai motori.
Con la prosecuzione delle prove si scoprì che far picchiare un velivolo della mole dell'He 177 era un compito tutt'altro che facile. Fu necessario sviluppare una tecnica apposita. Prima si doveva far rallentare al massimo il velivolo quindi, una volta cambiato l'assetto di volo, lo si doveva controllare con estrema delicatezza nella fase iniziale dalla picchiata. Ancora più dolcemente lo si doveva richiamare al termine della manovra. Nonostante questa tecnica, lo sforzo al quale era sottoposta la struttura era così elevato da far saltare i rivetti dei rivestimenti.
I primi velivoli ad essere sottoposti a prove in ambiente operativo furono i prototipi V6 e V7 che furono inviati al Kampfgeschwader 40 (KG40).

## Tecnica
L'He 177 era un velivolo di costruzione interamente metallica con ala media e rivestimento lavorante dalle linee molto pulite.

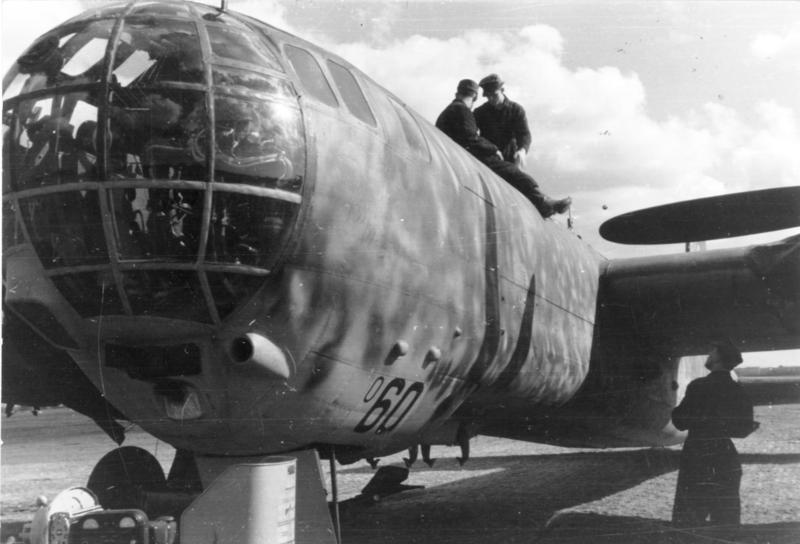
Dettaglio della parte anteriore di un He 177 in Russia, 1943

La fusoliera era composta da quattro sezioni. Nella parte anteriore si trovava l'abitacolo. Subito dopo si trovava la parte anteriore della fusoliera vera e propria che era collegata alla sezione principale della stessa struttura. Per ultima veniva la sezione di coda.

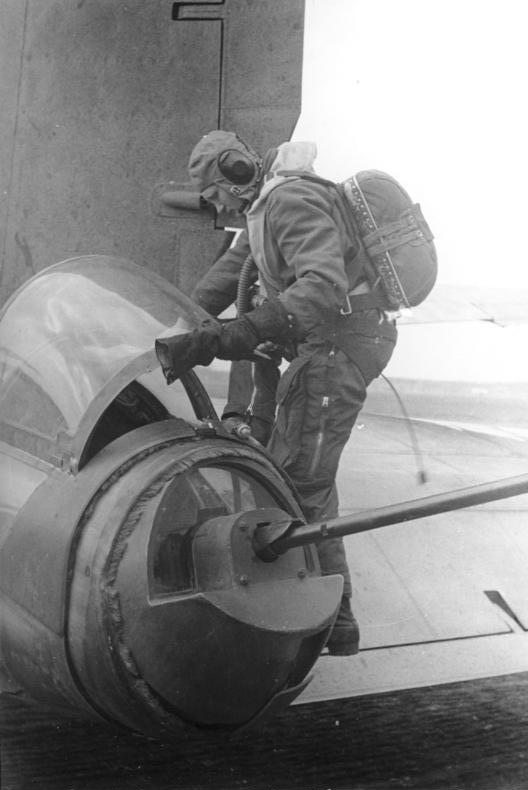
Un mitragliere di coda (Heckschütze) prende posto nella torretta caudale di un He 177, armata con un cannone MG 151/20 da 20mm.

L'abitacolo era dotato di due tagliacavi che correvano orizzontalmente attorno alla superficie esterna. In questa sezione trovavano posto il pilota che comandava anche il velivolo, il secondo pilota che aveva anche la funzione di bombardiere, il mitragliere anteriore, il navigatore/operatore radio e il mitragliere per la torretta a controllo remoto. La cloche era singola ma poteva essere montata sia a destra che a sinistra a seconda che ai comandi ci fosse il pilota o il suo secondo. Quest'ultimo poteva abbandonare il suo sedile per eseguire le operazioni di mira. Si accedeva a questo compartimento attraverso un portello situato nel pavimento della cabina. Questo portello fungeva anche da uscita di emergenza in quanto poteva essere sganciato in volo. Sotto alla parte anteriore della fusoliera era stata realizzata una gondola ventrale nella quale erano state posizionate due postazioni difensive. Subito dietro di questa si trovavano i vani per il carico bellico. I vani bombe erano due e davanti a quello anteriore era presente, sulle ultime versioni, un sistema che permetteva di agganciare una bomba radioguidata Hs 293. Gli estintori per i motori erano a CO2 ed erano posizionati nella sezione posteriore della fusoliera.
Altri due membri dell'equipaggio, i mitraglieri centrali, prendevano posto nella sezione di fusoliera posta dopo l'ala. Erano isolati dal resto dell'equipaggio ed accedevano alla sezione della fusoliera attraverso un portello, sempre sganciabile in volo, realizzato nel pavimento della fusoliera. In coda il mitragliere accedeva alla sua postazione per mezzo di una cappottina, anch'essa sganciabile, posta sopra la sua testa. Il mitragliere di coda aveva due posizioni di tiro: seduto o sdraiato. Solo nel secondo caso il campo di tiro era il più ampio possibile.
Molto si era fatto per la protezione dell'equipaggio. I piloti erano protetti da una corazza dello spessore di 9 mm posta nello schienale del sedile. Una seconda piastra metallica di 6 mm di spessore li proteggeva dal fuoco dal basso. La postazione ventrale aveva anch'essa una piastra di 9 mm. Uno scudo di 10 mm di spessore proteggeva il mitragliere della postazione a controllo remoto mentre il mitragliere anteriore era protetto da vetri corazzati antiproiettile e da piastre di 6 e 7 mm. Il mitragliere dorsale aveva una protezione di 7 mm. I due terzi della parte finale della fusoliera erano protetti da una corazzatura semicircolare. Infine il mitragliere di coda aveva una protezione frontale di 18 mm e inferiore di 9 mm. I vetri della sua postazione erano antiproiettile.

L'ala era composta da una sezione centrale rettangolare e da due sezioni esterne ed aveva un leggero angolo di diedro. Lungo il bordo di uscita si trovavano gli alettoni e tra questi e la radice alare i flaps di tipo Fowler. Ogni alettone era dotato di due trim uno dei quali regolato a terra in modo fisso per mezzo di una molla mentre il secondo era comandato dal pilota. Sul bordo di attacco, tra la gondola e la cabina, era presente un sistema tagliacavi. L'impianto antighiaccio correva lungo il bordo di attacco alare ed era del tipo ad aria calda. L'aria veniva ottenuta prelevandola da un bruciatore ad Olio vegetale (combustibile). I flabelli dei motori erano a comando idraulico. Nella parte esterna delle ali potevano essere installate due carenature, una per ala, per una bomba Hs 293 oppure per altro carico bellico.

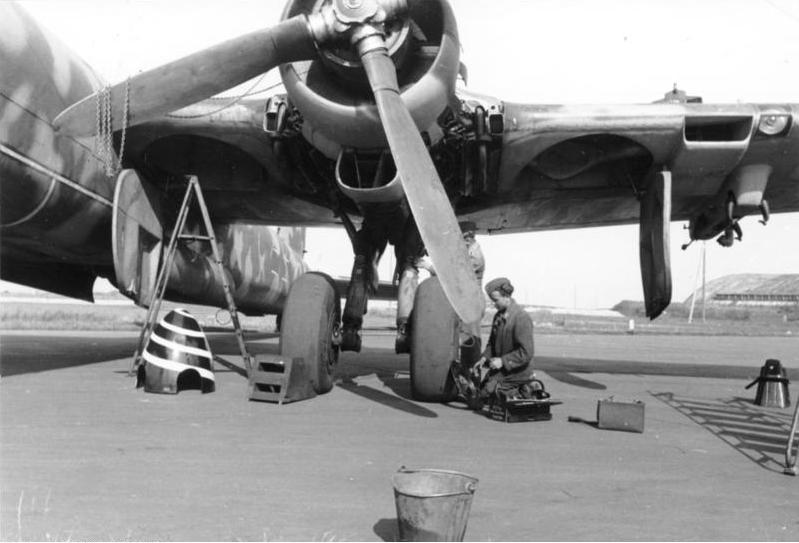
Carrello destro un He 177 a terra, in manutenzione, 1944

Le superfici di coda erano dotate anch'esse di due trim con due sistemi di controllo differenti. Uno veniva comandato dall'abitacolo mentre il secondo era automatico e veniva regolato sempre con un sistema di molle.
Il velivolo poteva imbarcare un totale di 10.553 litri di carburante. I serbatoi erano sistemati nella fusoliera e nella sezione centrale ed esterna delle ali. Il velivolo era anche dotato di un sistema che permetteva di scaricare in volo il carburante. Le bocchette di uscita di questo apparato, nel quale in carburante fluiva per gravità, erano poste sotto gli alettoni. In ogni gondola motore esisteva un serbatoio della capacità di 7,5 litri che serviva per l'avviamento dei motori. La miscela che veniva utilizzata per questa operazione era composta da un 50 per cento di benzina, 45 per cento di etere e 5 per cento di Olio lubrificante.
I portelli del carrello, e lo stesso carrello più ruotino, erano azionati con un sistema idraulico. Erano necessari 20 - 30 secondi per una retrazione completa. In situazioni di emergenza il carrello principale poteva essere abbassato dalla cabina per mezzo di un sistema idraulico, mentre una leva manuale comandava l'uscita del ruotino di coda.
L'armamento, che poteva variare a seconda della versione o sottoversione del velivolo, era composto da una torretta a controllo remoto armata con un MG 131 da 13 mm, una torretta dorsale ad azionamento manuale armata con una 1 o 2 mitragliatrici MG 131 da 13 mm (solo versione A-3), una postazione anteriore nella gondola ventrale armata con un cannone da 20 mm MG 151/20, una postazione posteriore sempre nella gondola ventrale armata con una MG 131, una postazione nel muso del velivolo armata con una mitragliatrice da 7,9 mm MG 81 ed infine la postazione di coda armata con un cannone MG 151/20. Il carico bellico era costituito da una delle seguenti combinazioni: 10 bombe da 500 kg oppure 6 da 1.000 kg o 2 da 2.500 kg. In alternativa al carico bellico tradizionale il velivolo poteva trasportare, soprattutto nel ruolo antinave, 2 bombe radioguidate Hs 293 o due Ruhrstahl SD 1400 FX 1400 Fritz-X.

## Versioni
Le principali versioni operative del bombardiere furono la A-0, la A-1, la A-3 e la A-5. Le ultime tre vennero anche prodotte in un ampio numero di sottoversioni che differivano tra loro, in molti casi, per la configurazione dell'armamento.
Furono realizzate, anche se non superarono lo stadio di prototipo, altre varianti del velivolo tra le quali due versioni dotate di sistema di pressurizzazione (He 177 A-2 e A-4) e altre motorizzate con quattro motori BMW 801 E.
Agli inizi di luglio del 1944 venne ordinato di cessare la produzione del bombardiere il cui ultimo esemplare uscirà di fabbrica nel settembre dello stesso anno. Il numero di esemplari prodotti non è certo. La cifra più probabile dovrebbe essere di 1.143 esemplari. Altre fonti indicano cifre che vanno da 865 esemplari fino a 1.445.

## Impiego operativo

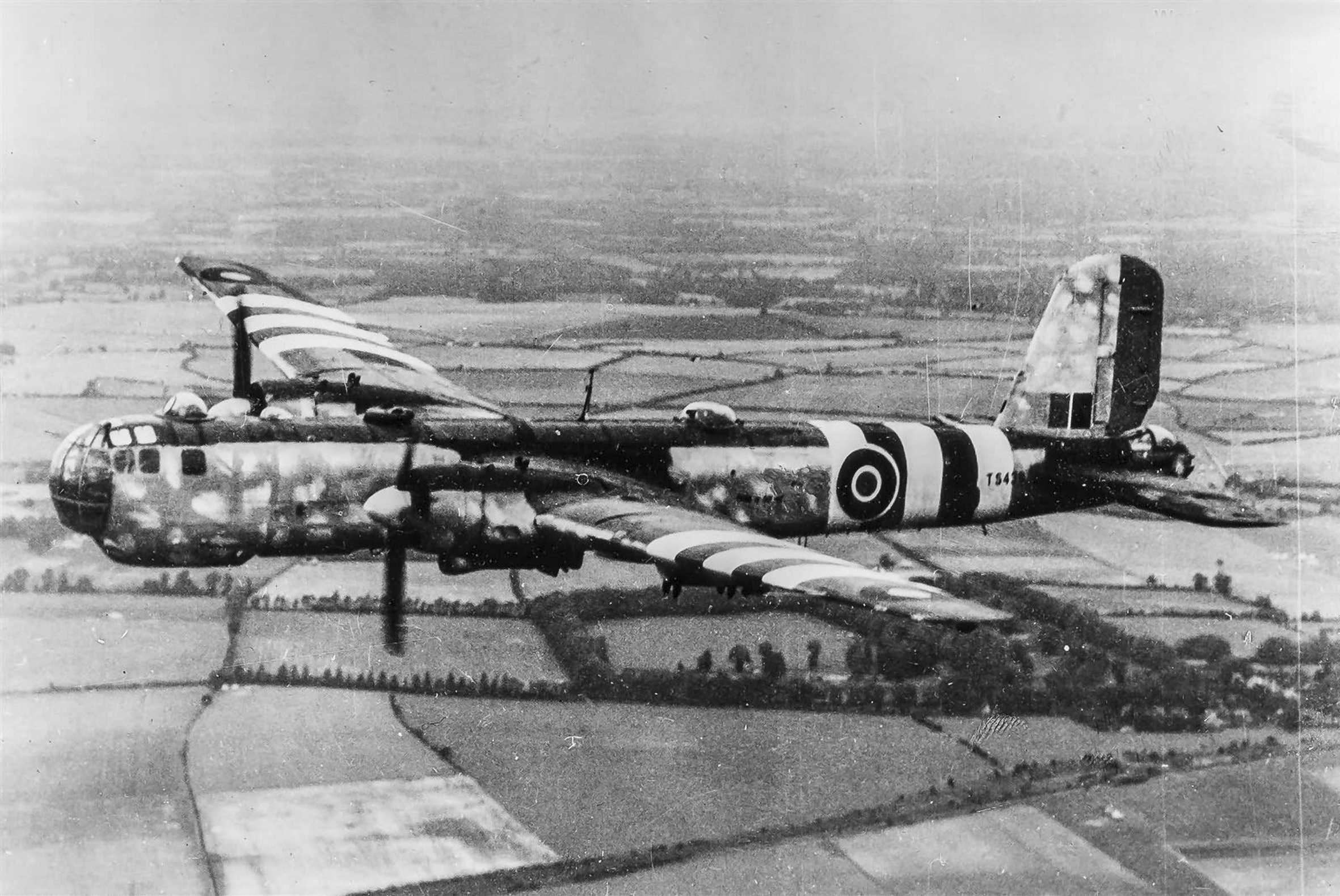
Un He 177 A-5 catturato dalla Forze Armate britanniche

La prima unità a ricevere i Greif fu il Kampfgeschwader 40 (KG 40) da ricognizione marittima che aveva base a Bordeaux-Mérignac. I velivoli furono consegnati nell'estate del 1942 e dovevano andare a sostituire i Fw 200. Vennero consegnati 34 He 177 A-1 che furono inseriti nel I Gruppe dell'unità. Il risultato fu però negativo in quanto i nuovi velivoli manifestarono moltissimi problemi tra i quali il surriscaldamento dei motori era tra i principali. Poche settimane dopo il loro arrivo i velivoli, dichiarati inadatti all'impiego operativo, furono rispediti in Germania dove furono assegnati a compiti di seconda linea o inseriti in unità sperimentali. Il tasso delle perdite si manteneva elevato e su 130 He 177 A-1 costruiti 19, cioè il 14 per cento, andò perduto senza l'intervento del nemico.

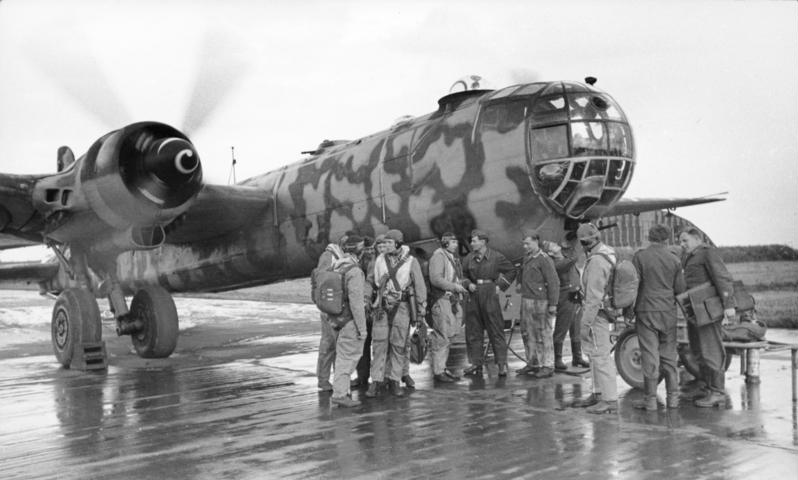
Un He 177 ripreso il 23.09.1944 su un aeroporto della Germania settentrionale. L'equipaggio è in tenuta di volo e attende che il personale di terra termini le operazioni di messa a punto del velivolo: il generatore sulla destra serve infatti a fornire la necessaria energia all'apparecchio. Dietro ai meccanici in tuta si intravede il portello di accesso alla cabina, aperto e con la scaletta estesa.

La consegna dei primi A-3 cominciò ad avvenire nell'autunno del 1942. La prima unità a riceverli fu l'Ergänzungkampfgeschwader 50 che aveva la sua base a Brandeburg-Briest. L'unità in seguito assunse la designazione di I/KG50 e venne trasferita sul fronte orientale per effettuare delle prove in ambiente operativo invernale. I velivoli di questa unità parteciparono al ponte aereo per Stalingrado, nonostante il velivolo non fosse il più adatto per questo impiego. Per effettuare queste missioni era necessario montare dei serbatoi ausiliari all'interno della fusoliera oltre a diversi apparati nei vani bombe riducendo drasticamente le capacità di trasporto dell'He 177. Le missioni di rifornimento furono poche e poco dopo il velivolo tornò al ruolo originario di bombardiere. Con la resa di Stalingrado nel febbraio 1943 il KG50 ritornò in patria. Durante il periodo di impiego al fronte erano andati perduti sette velivoli nessuno dei quali a seguito dell'azione del nemico.

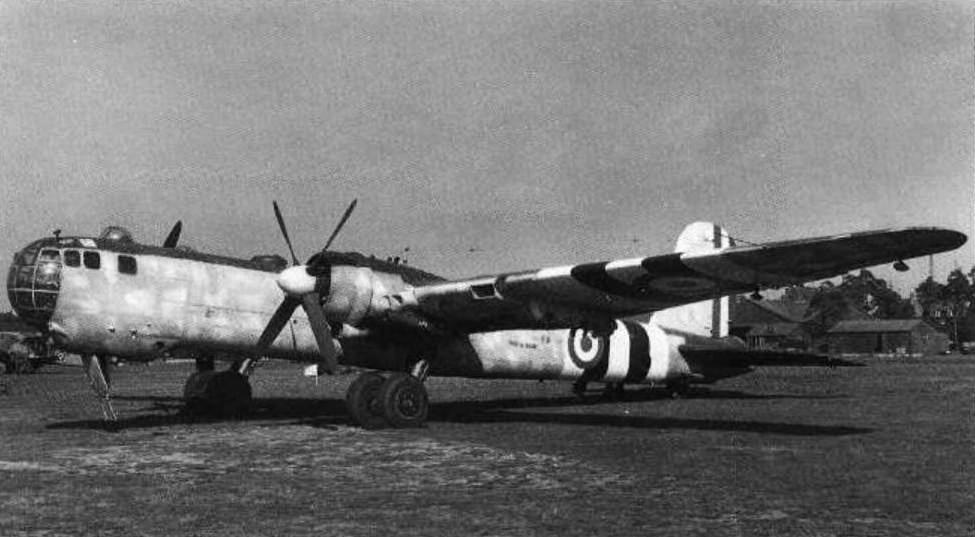
He 177 catturato dalla RAF e munito delle insegne alleate, per essere sottoposto a test di valutazione.

Nel settembre 1943 il III Gruppe del KG40 venne riequipaggiato con nuovi He 177 A-3. I velivoli dovevano effettuare gli attacchi ai convogli marittimi e, pertanto, furono dotati di bombe radioguidate Hs 293. Nonostante il continuo manifestarsi di problemi i velivoli furono ugualmente impiegati in azione. Il primo attacco avvenne il 21 novembre del 1943 quando una formazione di 25 He 177, dotati ognuno di due bombe Hs 293, effettuò un'incursione contro il convoglio SL139/MKS30 in rotta dal Mediterraneo verso la Gran Bretagna. I velivoli effettuarono l'attacco, benché in condizioni meteorologiche avverse, e colpirono due mercantili. Il trasporto Marsa venne affondato mentre il Delius riuscì a raggiungere un porto amico. Durante l'attacco i bombardieri tedeschi furono intercettati da un B-24 del 224° Squadron del Coastal Command. Ne seguì un duello aereo nel quale il velivolo britannico riuscì a danneggiare due He 177 e a provocare il rilascio anticipato delle bombe di un terzo. Il raid, indipendentemente dall'intervento del B-24, non si dimostrò un successo perché su 46 bombe sganciate solo due erano andate a segno. Inoltre durante l'azione un bombardiere precipitò nei pressi del convoglio, un secondo scomparve per cause ignote sulla via del ritorno e un terzo venne abbandonato dall'equipaggio in quanto aveva esaurito il carburante. Un quarto He 177 riportò danni gravi, sebbene riparabili, durante l'atterraggio.
Il 26 novembre i bombardieri tedeschi attaccarono un convoglio al largo delle coste dell'Algeria. Il convoglio, allertato da un precedente attacco condotto da He 111 con bombe Hs 293, preparò un nutrito fuoco di sbarramento. Forte fu anche la presenza dei caccia. I risultati di questo attacco furono di una nave colpita, la Rohna, e di una seconda nave probabilmente colpita. Furono sei gli He 177, tra i quali quello del comandante del gruppo, che andarono perduti. Altri due andarono persi durante l'atterraggio. Dopo questi risultati fu deciso di effettuare le azioni contro i convogli solo di notte. Il KG40 fu anche impiegato, con scarsi risultati, contro le navi al largo di Anzio.
Vennero formate due nuove unità dotate di He 177 A-5: il 3° Staffel del KG100 e il 1° Gruppe del KG40. Le due unità furono impiegate nell'operazione Steinbock, conosciuta anche come Baby Blitz, una seconda campagna di bombardamenti contro la Gran Bretagna. In questa operazione furono coinvolti un totale di 41 He 177 su una forza totale di 46. Le basi operative erano situate in Germania e in Francia. Il primo attacco contro Londra venne effettuato il 21 gennaio 1944. All'attacco presero parte due ondate di velivoli per un totale di 270 sortite. Tra i diversi aerei impiegati ci furono anche 12 He 177, alcuni dei quali volarono in entrambe le ondate. Un He 177 inserito nella prima ondata venne abbattuto da un Mosquito. Un secondo He 177 della seconda ondata venne abbattuto dai caccia notturni mentre un terzo andò perduto a causa dello sbarramento di contraerea, il cosiddetto fuoco amico, della zona di Dieppe. Il 29 gennaio l'operazione venne ripetuta e vi parteciparono 20 He 177 che compirono la missione senza registrare perdite. Nell'attacco del 13 febbraio un He 177 venne abbattuto mentre nelle operazioni dell'aprile 1944 un totale di 12 He 177 non fece ritorno alla base. Con la conclusione dell'operazione Steinbock il 3° staffel del KG100 venne rimpatriato.
Nelle operazioni che seguirono il D-Day quattro He 177 che attaccavano con le bombe Hs 293 il naviglio, furono abbattuti dai caccia notturni. A metà luglio il KG40 venne trasferito in Norvegia e riprese le operazioni di pattugliamento marittimo.
Nell'estate del 1944 venne formata una nuova unità dotata di He 177, il Kampfgeschwader 1 (KG1), con base a Lechfeld in Baviera. A questa unità si unì anche lo Staffel che proveniva dal KG100 ora ridesignato III/KG1. La forza totale del KG1 ammontava a 90 He 177 e poco dopo venne trasferito ad est. La base operativa era situata nella Prussia orientale nelle vicinanze dell'allora Königsberg, ora Kaliningrad. La situazione logistica e delle infrastrutture era piuttosto problematica. In particolare a destare preoccupazione era la situazione dei rifornimenti di carburante che si dimostrava oltremodo difficile.
Il primo attacco compiuto da questa unità avvenne contro lo snodo ferroviario di Velikie Luki che si trovava a duecento chilometri da Mosca. Furono 87 i bombardieri che presero parte all'incursione attaccando in formazioni a V composte da 25 - 30 He 177. Le perdite furono ridotte e i problemi ai motori minimi. Questo secondo risultato era dovuto alla tecnica sviluppata dai piloti che limitavano il tempo di impiego del motore alla massima potenza e operavano con cautela nei cambi di regime del motore.
Durante le offensive dell'Armata Rossa Bagration gli He 177 furono impiegati, sebbene contro il parere del comandante dell'unità, come velivoli da attacco al suolo contro le colonne corazzate sovietiche. Nel solo primo giorno di attività non tornarono alla base 10 velivoli sui 40 inviati in missione, cioè il 25 per cento della forza impiegata. In breve fu evidente che utilizzare un velivolo di quelle dimensioni secondo questa modalità di impiego era un grosso errore e i velivoli furono nuovamente destinati al bombardamento da alta quota, compito per il quale erano stati progettati.
Le operazioni degli He 177 sul fronte orientale si conclusero nell'agosto del 1944 quando il KG1 tornò in Germania. La causa del ritiro dell'unità fu dovuta alla scarsità di carburante avio che in quel periodo si manifestò in tutta la sua gravità. Infatti la produzione di carburante dello stesso mese era stata di 16.000 tonnellate e un solo attacco del KG1 ne avrebbe fatte consumare 500. Da soli i 400 He 177 in forza alla Luftwaffe al settembre 1943 avrebbero consumato 14.400 tonnellate di benzina al mese per condurre solo sei incursioni.

### Pubblicazioni
- Ciampaglia, G. (1998), Lo Heinkel He 177 Greif. Il mancato bombardiere strategico del Reich, in Rivista Italiana di Difesa, luglio, pp. 88-94.
- Ledet, M. (2007), Heinkel 177, la «forteresse volante» allemande (I), in Avions, septembre/octobre, pp. 6-17.
- Ledet, M. (2007), Heinkel 177, la «forteresse volante» allemande (II), in Avions, novembre/décembre, pp. 18-30.
- Price, A. (2006), Anatomy of the Griffon, in Aeroplane Monthly, september, pp. 70-72.
- Price, A. (2006), The Griffon goes to War, in Aeroplane Monthly, september, pp. 73.80.
- Price, A. (2006), Heinkel He 177 Development, in Aeroplane Monthly, september, pp. 69.
- Price, A. (2006), Heinkel He 177 Greif, in Aeroplane Monthly, september, pp. 65-68.